# Demetrio (hijo de Filipo V)

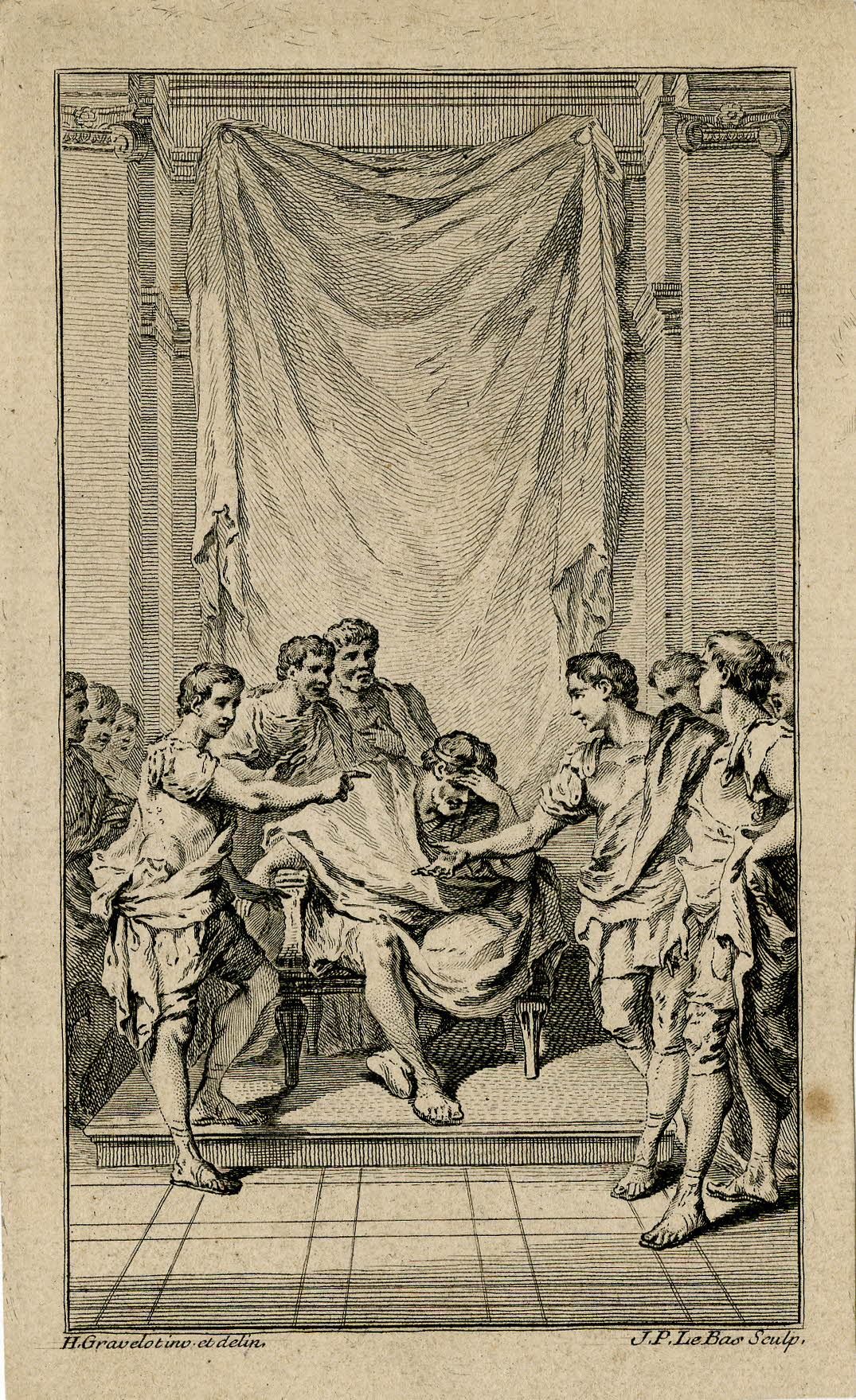
Filipo, rey de Macedonia, escuchando a sus hijos Perseo y Demetrio. Ilustración de The Ancient History of the Egyptians, Carthaginians, Assyrians, Babylonians, Medes, and Persians, c. 1740.

Demetrio (griego antiguo: Δημήτριος, Demetrios) fue uno de los hijos del rey macedonio Filipo V, que lo hizo asesinar en 180 a. C., tras una disputa sucesoria con su otro hijo Perseo. Rehén en Roma tras la segunda guerra macedónica, mantenía estrechas relaciones con los romanos, lo que explica en parte su ejecución.

## Biografía
Aunque era el hijo menor de Filipo V, que aunque se desconoce el nombre de su madre, también era el único legítimo, dado que, por el contrario, Perseo era hijo de Policratea, una concubina.
Después de la batalla de Cinoscéfala, Filipo se vio obligado a entregar a Demetrio, entonces muy joven, a Tito Quincio Flaminino como rehén, y posteriormente fue enviado a Roma en calidad de tal, estableciendo allí estrechas relaciones con algunos líderes. Seis años después fue restituido honorablemente a su padre en 190 a. C., ya que Filipo había obtenido el favor de Roma por sus servicios en la guerra contra Antíoco III el Grande.
Pero esto no duró mucho. Cuando Eumenes II de Pérgamo y los tesalios intrigaron con los romanos para obtener concesiones territoriales, Filipo, preocupado por las maquinaciones de Roma y las intrigas de sus vecinos, envió a Demetrio, que tenía ciertos contactos, a negociar con el Senado romano. El joven príncipe fue bien recibido en Roma durante el invierno de 184-183 a. C., aunque se mostró algo torpe en sus negociaciones. El Senado aceptó ponerse del lado de los macedonios, pero solo, según proclamó, como muestra de amistad hacia Demetrio, con el objetivo de impulsar al partido prorromano en el seno de la realeza.
En los años siguientes, mantuvo contactos personales con Flaminino, de quien se dice que apoyó su posible acceso al trono. Estos estrechos lazos con Roma despertaron las sospechas de Perseo, que se las comunicó a Filipo, citando como prueba una carta interceptada (apócrifa) de Flaminino. Una tradición, procedente de círculos antimacedonios de Roma, hacía de Perseo (nacido de otra madre) un hijo bastardo y de Demetrio, el heredero legítimo; pero Perseo parecía ser el sucesor designado, como demuestra una inscripción epigráfica sin fecha que lo describe como basileos.
En 180 a. C., Perseo, que temía quedarse fuera de la sucesión, trató de arruinarlo con sus intrigas y, al no lograrlo, lo acusó falsamente de un atentado contra su vida. Sobornó a Didas, uno de los generales de Filipo, para que acusara a Demetrio de mantener correspondencia traidora con los romanos, y de intentar escaparse con ellos. Perseo instó a su padre a entregarlo a la custodia de Didas, quien, supuestamente, por orden de su padre, lo ejecutó en secreto (tenía 26 años), para no provocar disturbios entre los macedonios. Fue envenenado, pero como el efecto tardó en producirse, murió asfixiado. 
Según una tradición originaria de Polibio, probablemente idealizada y retomada por Tito Livio, Filipo se dio cuenta de que la carta que incriminaba a Demetrio era una falsificación y, presa del remordimiento, nombró sucesor a un primo suyo llamado Antígono antes de morir al año siguiente. 
Al final, Demetrio fue víctima del juego diplomático entre Filipo, que trataba de apaciguar la desconfianza romana, y los romanos, que buscaban extender su influencia en Macedonia.